# Лимец (област Кърджали)
 Тази статия е за селището.  За други значения вижте Лимец.  
Лимец е село в Южна България. То се намира в община Крумовград, област Кърджали.

## География
Село Лимец се намира в планински район.

## Население
Численост и дял на етническите групи според преброяването на населението през 2011 г.:
|                     | Численост | Дял (в %) |
| Общо                | 57        | 100,00    |
| Българи             | 8         | 14,03     |
| Турци               | 0         | 0,00      |
| Цигани              | 0         | 0,00      |
| Други               | 0         | 0,00      |
| Не се самоопределят | 0         | 0,00      |
| Неотговорили        | 48        | 84,21     |